# Élections législatives maliennes de 2020
Les élections législatives maliennes de 2020 se déroulent les 29 mars et 19 avril 2020 après plusieurs années de reports afin de renouveler les 147 membres de l'Assemblée nationale du Mali. Elles sont perturbées par l'enlèvement du chef de file du parti d'opposition Union pour la république et la démocratie,  Soumaïla Cissé par un groupe armé dans la région de Tombouctou le 25 mars.

## Contexte

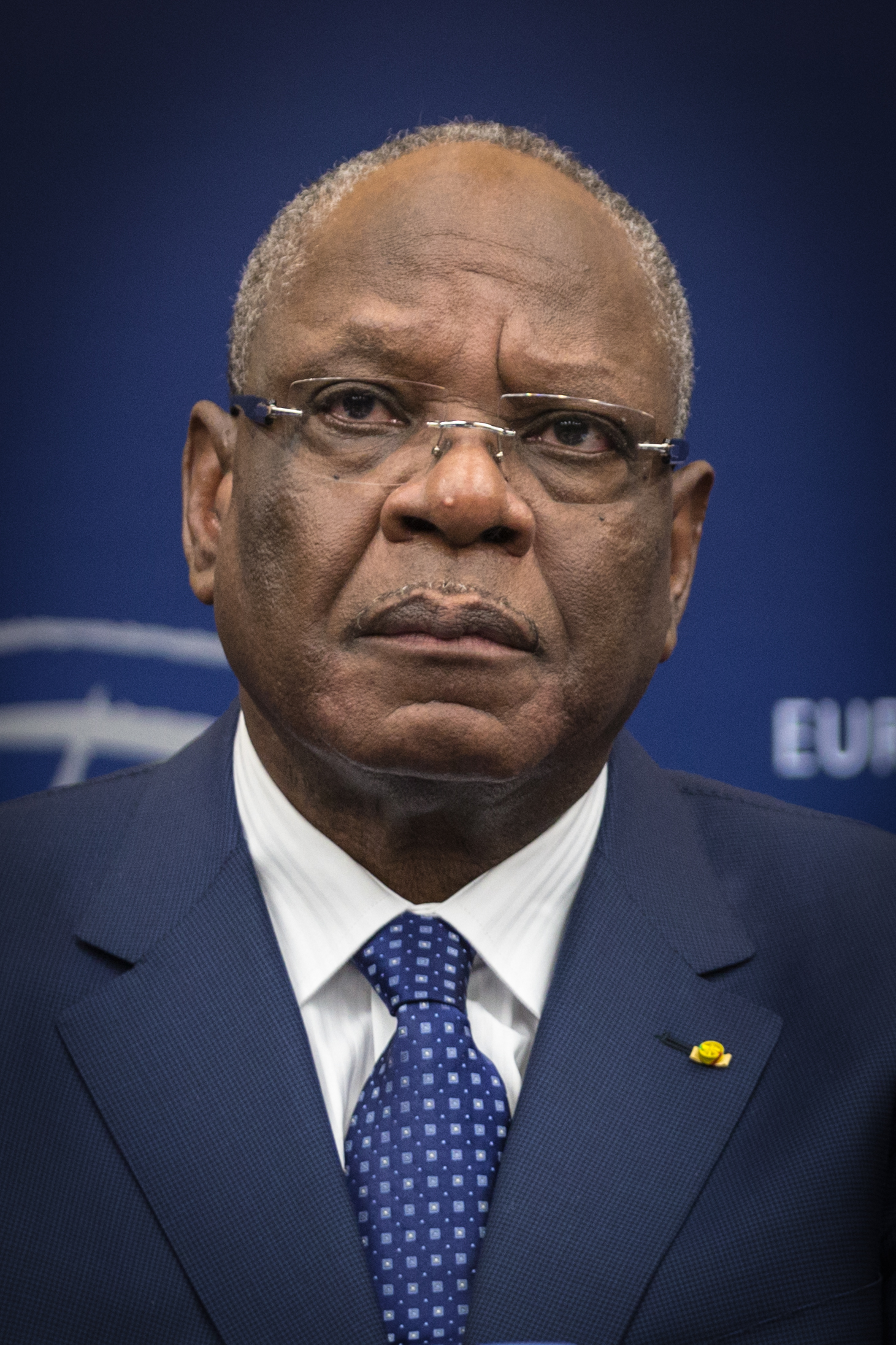
Ibrahim Boubacar Keïta.

L'élection doit initialement avoir lieu peu après la présidentielle de 2018 ayant vu la victoire du président sortant Ibrahim Boubacar Keïta. Son parti, le Rassemblement pour le Mali, avait remporté 66 sièges sur 147 aux précédentes législatives en 2013.
D'abord prévues les 28 octobre et 18 novembre 2018, les élections sont reportées d'un mois à la suite d'une grève des magistrats ayant entrainé des délais supplémentaires dans le dépôt des candidatures. Le 15 octobre, la Cour constitutionnelle reporte finalement le scrutin à avril 2019 en prorogeant de six mois le mandat des députés. Cette décision, qui a lieu peu de temps après la présidentielle, est alors officiellement justifiée par l'objectif d'une meilleure organisation du scrutin dans un climat politique plus serein et afin de donner plus de temps au gouvernement pour l'application des réformes institutionnelles prévues dans l'accord de paix de 2015. La décision de la cour ainsi que le silence de l'opposition sont cependant très critiqués au sein de l'opinion publique, qui y voit le signe de négociations en coulisse entre les deux camps. 
Outre le renouvellement du Parlement élu en 2013 - qui devait l'être en 2018 -, les enjeux de ce scrutin sont jugés particulièrement importants car il doit permettre de faire avancer l'application des accords d'Alger entre les groupes armés indépendantistes et le gouvernement central. 
Le 22 avril 2019, le président nomme pour nouveau Premier ministre Boubou Cissé. Le 2 mai suivant, un gouvernement d'ouverture est finalement formé auquel participe une grande partie de l'opposition. Malgré l'échec de la formation d'un gouvernement d'« union nationale » regroupant l'ensemble des partis du pouvoir et de l'opposition, le principe d'une application des accords d'Alger et de la mise en œuvre de réformes politiques, institutionnelles, économiques et sociales est acté,.

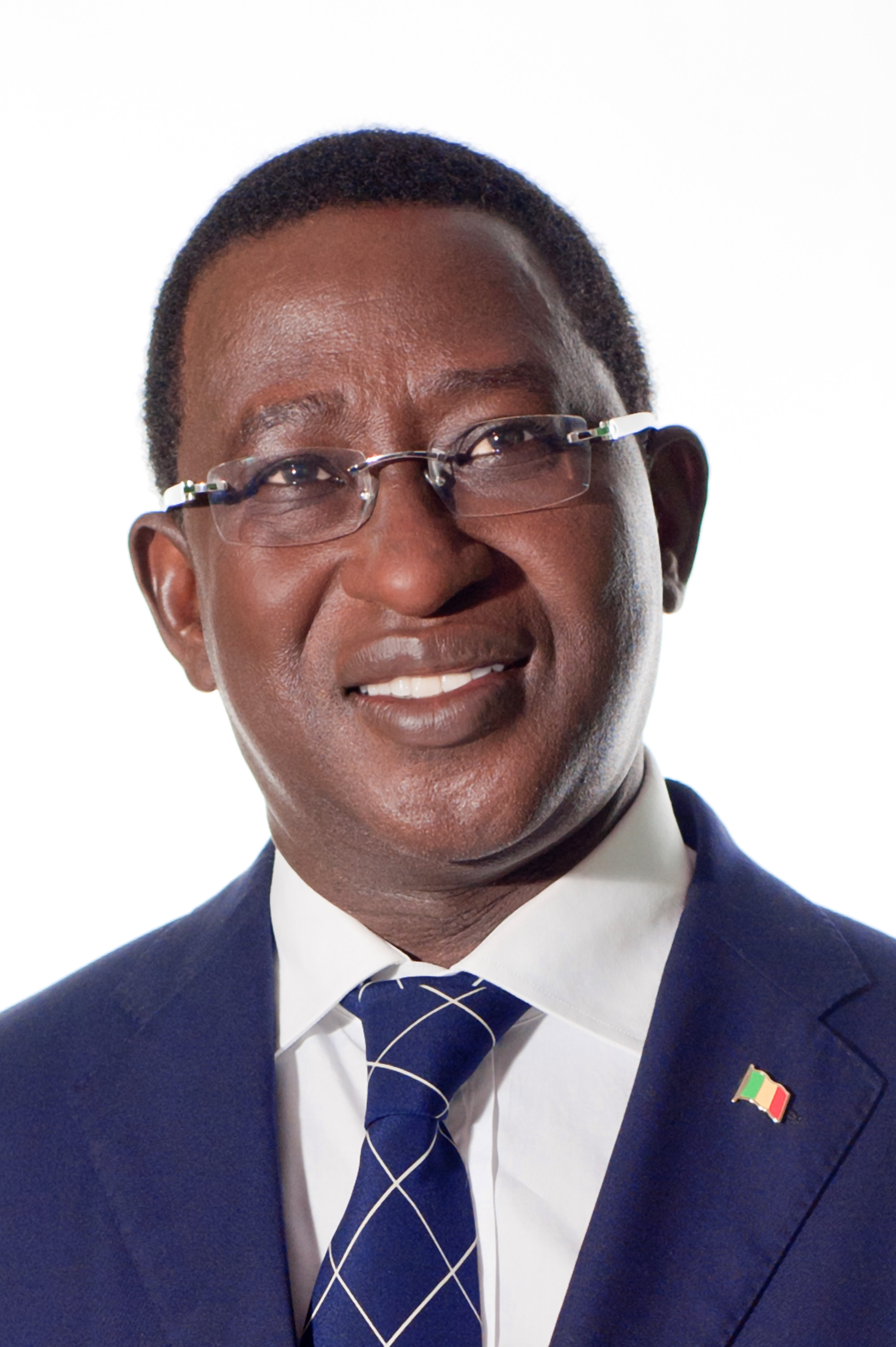
Soumaïla Cissé.

Le gouvernement malien fait voter le 7 juin 2019 la prorogation du mandat des députés jusqu'au 2 mai 2020, afin de permettre de mettre en œuvre son projet de révision constitutionnelle. La prorogation est ensuite votée au deux tiers des membres de l'assemblée, puis présentée pour avis à la Cour constitutionnelle qui l'approuve. Après un dialogue national avec l'ensemble de la classe politique ainsi que des ex-rebelles, achevé le 22 décembre, le gouvernement finit par annoncer le nouveau calendrier électoral le 22 janvier 2020. Les élections sont finalement convoquées pour le 29 mars suivant, avec des seconds tours éventuels le 19 avril dans les circonscriptions mise en ballotage. Les candidats ont jusqu'au 13 février pour présenter leurs candidatures, avant une période de campagne électorale à partir du 8 mars,.
Les élections ont lieu dans un contexte de violences indépendantistes et djihadistes dans le nord et le centre du pays depuis 2012. Autour de Tombouctou, des djihadistes mènent des raids d'intimidation à moto pour menacer les habitants et les dissuader de voter. Le 25 mars 2020, le convoi de Soumaïla Cissé, le chef de file de l'Union pour la république et la démocratie, est attaqué par des hommes à moto. Son garde du corps est tué, deux de ses proches sont blessés, Cissé et onze membres de son équipe de campagne sont enlevés. Cinq des otages seront ensuite libérés pour aller annoncer aux autorités maliennes que Cissé était gardé vivant. La piste de djihadistes liés à Al-Qaïda est privilégiée sans être confirmée au vu du contexte sécuritaire et politique du Mali. Le 3 avril, entre les deux tours, des négociations permettent de libérer tous les otages sauf Cissé lui-même.
Peu de temps avant le premier tour, le Mali est atteint à son tour par la pandémie de covid-19, ce qui amène à déclarer le couvre-feu, à fermer les écoles et à imposer des restrictions aux activités.

## Mode de scrutin

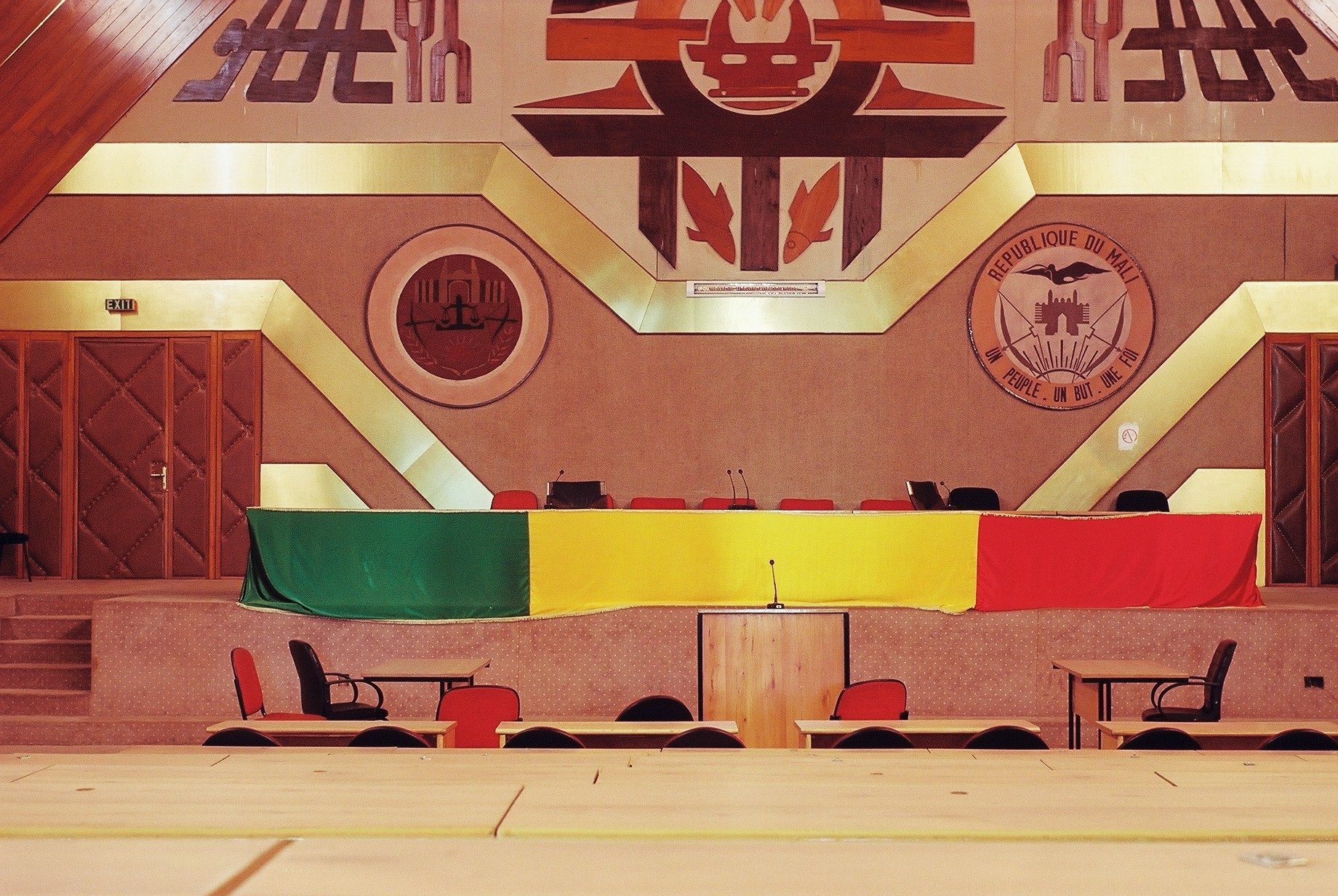
Intérieur de l'assemblée, à Bamako.

L'Assemblée nationale est l'unique chambre du parlement monocaméral du Mali. Elle est composée de 147 sièges pourvus pour cinq ans selon un mode de scrutin mêlant scrutin uninominal majoritaire à deux tours et scrutin majoritaire plurinominal.
Sont ainsi à pourvoir 147 sièges dans 125 circonscriptions électorales correspondant à un siège par tranche de 60 000 habitants, avec un député minimum et un autre supplémentaire pour une éventuelle tranche restante de 40 000 habitants. Ces circonscriptions sont pourvues pour celles d'un seul siège au scrutin uninominal majoritaire à deux tours, et pour celles de plusieurs sièges au scrutin majoritaire plurinominal à deux tours via des listes bloquées.
Dans la pratique, les électeurs votent pour un candidat ou une liste de candidats, et celui ou celle qui arrive en tête avec plus de 50 % des voix au premier tour est élu. À défaut, un second tour est organisé entre les deux candidats ou listes arrivés en tête, et celui ou celle recueillant le plus de voix est élu,.

## Résultats
Les partis maliens forment traditionnellement de larges coalitions hétéroclites dont la composition change d'une circonscription plurinominale à une autre, rendant impossible la compilation de résultats en voix pour chacun des partis au niveau national.
| Partis                   | Partis                                                           | Sièges       | Sièges       | Sièges      | Sièges        |
| Partis                   | Partis                                                           | Premier tour | Second tour  | Total       | +/-           |
| ------------------------ | ---------------------------------------------------------------- | ------------ | ------------ | ----------- | ------------- |
|                          | Rassemblement pour le Mali (RPM)                                 | 10           | 41           | 51          | 15            |
|                          | Alliance pour la démocratie au Mali (Adéma-PASJ)                 | 2            | 22           | 24          | 8             |
|                          | Union pour la république et la démocratie (URD)                  | 4            | 15           | 19          | 2             |
|                          | Mouvement pour le Mali (MPM)                                     | 0            | 10           | 10          | Nv            |
|                          | Alliance démocratique pour la paix (ADP-Maliba)                  | 3            | 3            | 6           | 4             |
|                          | Convergence pour le développement du Mali (Codem)                | 0            | 5            | 5           | en stagnation |
|                          | Alliance pour la solidarité au Mali (Asma)                       | 0            | 4            | 4           | 1             |
|                          | Union pour la démocratie et le développement (UDD)               | 0            | 4            | 4           | 3             |
|                          | Solidarité africaine pour la démocratie et l'indépendance (Sadi) | 1            | 2            | 3           | 2             |
|                          | Yéléma                                                           | 1            | 1            | 2           | 2             |
|                          | Parti pour la renaissance nationale (Paréna)                     | 0            | 2            | 2           | 1             |
|                          | Convention sociale démocrate (CDS-Mogotiguiya)                   | 0            | 2            | 2           | en stagnation |
|                          | Parti pour la restauration des valeurs du Mali (PRVM)            | 0            | 1            | 1           | en stagnation |
|                          | Union malienne du Rassemblement démocratique africain (UMRDA)    | 1            | 0            | 1           | 1             |
|                          | Parti pour le développement économique et la solidarité (PDES)   | 0            | 1            | 1           | 2             |
|                          | Alliance pour la république (APR)                                | 0            | 1            | 1           | Nv            |
|                          | Mouvement patriotique pour le renouveau (MPR)                    | 0            | 1            | 1           | 2             |
|                          | Union des forces démocratiques pour le progrès (UFDP)            | 0            | 1            | 1           | 1             |
|                          | Parti Mali kanu (PMK)                                            | 0            | 1            | 1           | Nv            |
|                          | Parti socialiste Yelen Kura (PS Yelen Kura)                      | 0            | 1            | 1           | Nv            |
|                          | Autres partis                                                    | 0            | 5            | 5           | -             |
|                          | Indépendants                                                     | 0            | 2            | 2           | 2             |
| Total                    | Total                                                            | 22           | 125          | 147         | en stagnation |
| Données chiffrées        | Données chiffrées                                                | Premier tour | Premier tour | Second tour | Second tour   |
| Données chiffrées        | Données chiffrées                                                | Voix         | %            | Voix        | %             |
| Suffrages exprimés       | Suffrages exprimés                                               | 2 603 157    | 95,48        | 2 186 077   | 92,67         |
| Votes blancs et nuls     | Votes blancs et nuls                                             | 113 801      | 4,17         | 51 989      | 2,21          |
| Votes invalidés          | Votes invalidés                                                  | 9 334        | 0,35         | 120 843     | 5,12          |
| Total                    | Total                                                            | 2 726 292    | 100          | 2 358 909   | 100           |
| Abstentions              | Abstentions                                                      | 4 937 172    | 64,42        | 4 332 396   | 64,75         |
| Inscrits / participation | Inscrits / participation                                         | 7 663 464    | 35,58        | 6 691 305   | 35,25         |

### Par région

#### Premier tour
| Région ou district | Votes     | Votes   | Votes     | Votes     | Inscrits  | Partici- pation |
| Région ou district | Valides   | Nuls    | Invalidés | Total     | Inscrits  | Partici- pation |
| ------------------ | --------- | ------- | --------- | --------- | --------- | --------------- |
| Kayes              | 357 592   | 20 056  | 0         | 377 648   | 972 188   | 38,85           |
| Koulikoro          | 399 580   | 20 902  | 0         | 420 482   | 1 179 404 | 35,65           |
| Sikasso            | 474 393   | 20 276  | 0         | 494 669   | 1 318 312 | 37,52           |
| Ségou              | 150 639   | 19 714  | 9 212     | 470 353   | 1 171 595 | 40,15           |
| Mopti              | 348 806   | 13 940  | 0         | 371 958   | 1 033 152 | 36,00           |
| Tombouctou         | 190 409   | 4 687   | 0         | 195 096   | 381 199   | 51,18           |
| Gao                | 196 348   | 4 270   | 0         | 200 618   | 303 805   | 66,04           |
| Kidal              | 32 539    | 365     | 0         | 32 904    | 38 325    | 85,86           |
| Bamako             | 152 851   | 9 591   | 122       | 162 564   | 1 265 484 | 12,85           |
|                    |           |         |           |           |           |                 |
| Total national     | 2 603 157 | 113 801 | 9 334     | 2 723 292 | 7 663 464 | 35,58           |

#### Second tour
L'ensemble des sièges de la région de Kidal ayant été pourvus au premier tour, aucun vote ne s'y tient au second.
| Région ou district | Votes     | Votes  | Votes     | Votes     | Inscrits  | Partici- pation |
| Région ou district | Valides   | Nuls   | Invalidés | Total     | Inscrits  | Partici- pation |
| ------------------ | --------- | ------ | --------- | --------- | --------- | --------------- |
| Kayes              | 241 297   | 6 410  | 0         | 247 707   | 610 036   | 40,61           |
| Koulikoro          | 390 330   | 10 315 | 6 025     | 406 670   | 1 179 404 | 34,48           |
| Sikasso            | 430 837   | 9 806  | 65 828    | 506 471   | 1 318 312 | 38,42           |
| Ségou              | 368 526   | 9 033  | 0         | 377 559   | 982 507   | 38,43           |
| Mopti              | 375 260   | 6 027  | 13 870    | 395 157   | 920 807   | 42,91           |
| Tombouctou         | 134 398   | 1 267  | 0         | 135 665   | 221 419   | 61,27           |
| Gao                | 121 699   | 1 365  | 0         | 123 064   | 193 336   | 63,65           |
| Bamako             | 123 730   | 7 766  | 35 120    | 166 616   | 1 265 305 | 13,17           |
|                    |           |        |           |           |           |                 |
| Total national     | 2 186 077 | 51 989 | 120 843   | 2 358 909 | 6 691 305 | 35,25           |

### Liste des députés élus
42 femmes composent cette liste, soit le plus grand nombre dans l'histoire du Mali.

## Violences
Le premier tour organisé le 29 mars est marqué par l'enlèvement de plusieurs présidents de bureau de vote tandis que des urnes sont volées et détruites. Autour de Tombouctou, des raids d'intimidation à moto sont menés par des djihadistes pour menacer les habitants et les dissuader d'aller voter. En tout, environ un millier de bureaux de vote n'ont pas pu ouvrir, sur un peu plus de 22 000 bureaux dans le pays.
Lors du deuxième tour le 19 avril, un autre président de bureau de vote est enlevé et les représentants de la commission électorale chassés par des hommes armés à Ouro-Mody (région de Mopti au centre). Dans les communes de Sosobé et Togorougoumbé (Centre), le vote n'a pas eu lieu à cause des djihadistes qui ont menacé de s'en prendre aux électeurs. Des inconnus saccagent le matériel électoral à Gossi (nord). Les électeurs ne peuvent pas non plus aller voter à Talataye et Ouattagouna (Cercle d'Ansongo), Gabéro et plusieurs communes autour de Tombouctou (nord).

## Analyse et conséquences

### Premier tour
Un total de 1 417 candidats répartis dans 547 listes s'affrontent au premier tour - dont 430 femmes. Selon les résultats proclamés par la Cour constitutionnelle le 9 avril, la participation s'élève à 35,58 % pour le premier tour, avec des taux plus élevés dans les campagnes que dans les grandes villes, dont la capitale Bamako. L'insécurité régnant dans le nord du pays empêche l'ouverture de 797 bureaux de vote sur 22 147, totalisant 208 508 inscrits, tandis que la tenue des deux tours de scrutin malgré la progression de la pandémie de Covid-19 sur le continent fait l'objet d'une polémique, une partie de la population souhaitant un report. Le gouvernement refuse cependant de repousser à nouveau le scrutin après deux ans de report successifs, jugeant essentiel de relégitimiser l'assemblée dans le cadre du processus de paix dans le nord du pays,. Le scrutin a ainsi lieu dans le contexte d'une accélération du retour dans le Nord des réfugiés, cinq ans après l'accord de paix d'Alger,,. Le faible taux de participation aux législatives est par ailleurs largement relativisé, celui-ci n'ayant jamais dépassé plus de 40 % depuis l'avènement du multipartisme au Mali.
Vingt-deux candidats sont élus dès le premier tour, dont notamment le chef de l'opposition et dirigeant de l'Union pour la république et la démocratie Soumaïla Cissé - enlevé par de présumés djihadistes peu avant le scrutin -, ainsi que le président de l'Alliance démocratique pour la paix-Maliba, Aliou Boubacar Diallo. Ceux-ci confirment leur statut de poids lourd de la classe politique malienne, deux ans après leur arrivée respectivement en deuxième et troisième place de l'élection présidentielle. Malgré l'arrivée largement en tête du Rassemblement pour le Mali avec au moins huit députés élus sans ballottage, plusieurs autres partis de la mouvance présidentielle ou de l'opposition parviennent également à décrocher des sièges dès le premier tour. Pour la première fois depuis 2002, aucun candidat du Rassemblement pour le Mali ne parvient ainsi à obtenir d'emblée la majorité absolue dans la commune IV de Bamako, fief du président Ibrahim Boubacar Keïta.
Dans certaines régions du nord, le large taux de participation atteint plus de 85 % notamment à Kidal pour une moyenne nationale de 35,6 %, avec des députés élus avec 91 % ou 97 % des suffrages, ce qui amène des observateurs à envisager une possibilité de fraude.

### Deuxième tour
Les 5 et 19 juin, à l'appel de l'imam Mahmoud Dicko, des dizaines de milliers de manifestants sortent dans les rues pour réclamer la démission du président Keïta. Cinq membres de la Cour constitutionnelle démissionnent. Le 10 juillet, lors de la troisième journée de mobilisation, des heurts se produisent, provoquant plusieurs morts ; des dirigeants de la coalition de l'opposition sont arrêtés puis relâchés. Le président décide alors de dissoudre la Cour constitutionnelle. Sa composition est intégralement renouvelée le 7 août.

## Suites
Les décisions controversées de la Cour constitutionnelles, qui rend public des résultats définitifs dont la répartition des sièges varie grandement avec celle des résultats provisoires au profit notamment du Rassemblement pour le Mali, provoquent de vives critiques et une vague de manifestations populaires,. 
Cette situation contribue au déclenchement du Coup d'État organisé quatre mois plus tard. Le 18 août 2020, le président Keïta et son Premier ministre, Boubou Cissé, sont arrêtés par une garnison de militaires en révolte,. La nuit suivant son arrestation, le président de la République, toujours détenu par l'armée et les putschistes dans le camp militaire Soundiata-Keïta de Kati, annonce au cours d'une allocution vers minuit, masque sur la bouche, sur la télévision publique ORTM, la dissolution du parlement et du gouvernement, ainsi que sa démission de ses fonctions de chef de l'État,.